# پالمیه
پالمیِه (به فرانسوی: Palmier) یک نوع شیرینی به شکل قلب است که از خمیر هزار لا درست می‌شود. پالمیر به معنای درخت نخل است. این نامگذاری به علت شباهت این شیرینی با برگ درخت نخل است. در این نوع شیرینی خمیر هزار لا سه سری یا ۶ بار تا می‌شود. در هنگام عمل تا کردن در نوبت پنجم و ششم بر روی خمیر پهن شده شکر پاشیده می‌شود.این نوع شیرینی،به دلیل طرز تهیه ساده‌ای که دارد،از محبوبیت بالایی در اروپا،مخصوصا در فرانسه برخوردار است.